# Chennium bituberculatum
Chennium bituberculatum é uma espécie de insetos coleópteros polífagos pertencente à família Staphylinidae.
A autoridade científica da espécie é Latreille, tendo sido descrita no ano de 1807.
Trata-se de uma espécie presente no território português.